# Бреннан, Пит
Питер Джозеф «Пит» Бреннан (англ. Peter Joseph "Pete" Brennan; 23 сентября 1936, Бруклин, Нью-Йорк, США — 8 июня 2012, Дарем, Северная Каролина, США) — американский профессиональный баскетболист. Чемпион NCAA сезона 1956/1957 годов в составе команды «Северная Каролина Тар Хилз».

## Ранние годы
Пит Бреннан родился в Бруклине, самом густонаселённом боро Нью-Йорка, учился в Бруклинской школе имени Святого Августина, в которой играл за местную баскетбольную команду.

## Студенческая карьера
В 1958 году окончил Университет Северной Каролины в Чапел-Хилл, где в течение трёх лет играл за баскетбольную команду «Северная Каролина Тар Хилз», в которой провёл успешную карьеру. При Бреннане «Тар Хилз» два раза выигрывали регулярный чемпионат конференции Атлантического Побережья (1956—1957), один раз турнир конференции Атлантического Побережья (1957), а также один раз выходили в плей-офф студенческого чемпионата США (1957).
В 1957 году «Тар Хилз» стали чемпионами Национальной ассоциации студенческого спорта (NCAA), обыграв в финале в упорной борьбе (в третьем овертайме) команду Уилта Чемберлена «Канзас Джейхокс» со счётом 54—53, а также установили абсолютный рекорд команды, победив во всех играх, в которых принимали участие (32—0), Бреннан же стал в своей команде вторым по результативности игроком после Леонарда Розенблюта, набрав в итоге 11 очков и сделав 11 подборов.
Свитер с номером 35, под которым выступал Бреннан, был закреплён за ним и выведен из употребления, а в 2007 году он был включён в спортивный зал славы Северной Каролины.

## Карьера в НБА
Играл на позиции лёгкого форварда. В 1958 году был выбран на драфте НБА под 4-м номером командой «Нью-Йорк Никс», в которой провёл всю свою непродолжительную профессиональную карьеру. Всего в НБА провёл 1 сезон. В 1958 году Бреннан признавался баскетболистом года среди студентов конференции Атлантического Побережья, а также включался во 2-ю всеамериканскую сборную NCAA. Всего за карьеру в НБА сыграл 16 игр, в которых набрал 40 очков (в среднем 2,5 за игру), сделал 31 подбор и 6 передач.

## Смерть
Пит Бреннан умер в пятницу, 8 июня 2012 года, на 76-м году жизни от рака предстательной железы в Дареме (штат Северная Каролина).

## Статистика

### Статистика в НБА
| Сезон                                                                                    | Команда  | Регулярный сезон | Регулярный сезон | Регулярный сезон | Регулярный сезон | Регулярный сезон | Регулярный сезон | Регулярный сезон | Регулярный сезон | Регулярный сезон | Регулярный сезон | Регулярный сезон | Серия плей-офф | Серия плей-офф | Серия плей-офф | Серия плей-офф | Серия плей-офф | Серия плей-офф | Серия плей-офф | Серия плей-офф | Серия плей-офф | Серия плей-офф | Серия плей-офф |
| Сезон                                                                                    | Команда  | GP               | GS               | MPG              | FG%              | 3P%              | FT%              | RPG              | APG              | SPG              | BPG              | PPG              | GP             | GS             | MPG            | FG%            | 3P%            | FT%            | RPG            | APG            | SPG            | BPG            | PPG            |
| ---------------------------------------------------------------------------------------- | -------- | ---------------- | ---------------- | ---------------- | ---------------- | ---------------- | ---------------- | ---------------- | ---------------- | ---------------- | ---------------- | ---------------- | -------------- | -------------- | -------------- | -------------- | -------------- | -------------- | -------------- | -------------- | -------------- | -------------- | -------------- |
| 1958/59                                                                                  | Нью-Йорк | 16               |                  | 8,5              | 30,2             |                  | 56,0             | 1,9              | 0,4              |                  |                  | 2,5              | 2              |                | 3,0            | 28,6           |                | 0,0            | 2,5            | 0,0            |                |                | 2,0            |
|                                                                                          | Всего    | 16               |                  | 8,5              | 30,2             |                  | 56,0             | 1,9              | 0,4              |                  |                  | 2,5              | 2              |                | 3,0            | 28,6           |                | 0,0            | 2,5            | 0,0            |                |                | 2,0            |
| Наведите курсор мыши на аббревиатуры в заголовке таблицы, чтобы прочесть их расшифровку. |          |                  |                  |                  |                  |                  |                  |                  |                  |                  |                  |                  |                |                |                |                |                |                |                |                |                |                |                |